# Okręg wyborczy New England
Okręg wyborczy New England (ang. Division of New England) – jednomandatowy okręg wyborczy do Izby Reprezentantów Australii, czerpiący nazwę od regionu Nowa Anglia, znajdującego się w północnej części Nowej Południowej Walii. Istnieje nieprzerwanie od pierwszych wyborów do parlamentu zjednoczonej Australii w 1901 roku. 

## Lista posłów
| okres urzędowania | poseł            | przynależność                                                                                        |
| ----------------- | ---------------- | --- |
| 1901-1903         | William Sawers   | Partia Protekcjonistyczna                                                                            |
| 1903-1906         | Edmund Lonsdale  | Partia Wolnego Handlu                                                                                |
| 1906-1913         | Francis Foster   | Australijska Partia Pracy                                                                            |
| 1913-1919         | Percy Abbott     | Związkowa Partia Liberalna (1913-1917) Nacjonalistyczna Partia Australii (1917-1919)                 |
| 1919–1922         | Alexander Hay    | Nacjonalistyczna Partia Australii (1919-1920) Partia Wiejska (1920-1922)                             |
| 1922-1940         | Victor Thompson  | Partia Wiejska                                                                                       |
| 1940–1949         | Joe Abbott       | Partia Wiejska                                                                                       |
| 1949-1963         | David Drummond   | Partia Wiejska                                                                                       |
| 1963-1998         | Ian Sinclair     | Partia Wiejska (1963-1975) Narodowa Partia Wiejska (1975-1982) Narodowa Partia Australii (1982-1998) |
| 1998-2001         | Stuart St. Clair | Narodowa Partia Australii                                                                            |
| 2001-2013         | Tony Windsor     | nierzeszony                                                                                          |
| od 2013           | Barnaby Joyce    | Narodowa Partia Australii                                                                            |

źródło: 

## Dawne granice

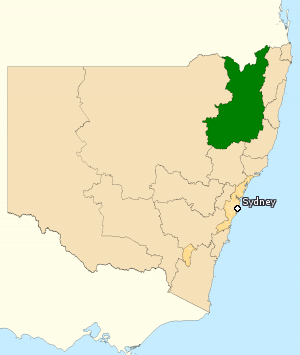
Okręg w granicach z 2010 roku